# Волтов стълб
Волтов стълб е устройство, използвано в зората на електротехниката за получаване на електричество.
През 1799/1800 г. италианският учен Алесандро Волта потапя в чаша с киселина две пластинки — цинкова и медна — и ги съединява с проводник. Забелязва, че цинковата пластина започва да се разтваря, а върху медната започват да се отделят мехурчета газ. Волта предполага и доказва, че по проводника протича електричен ток.
Така е изобретен „елементът на Волта“ — първият галваничен елемент. За удобство Волта му дава формата на вертикален цилиндър (стълб), съставен от съединени помежду си пластини (дискове) от цинк, мед и платно, напоено с киселина. Волтов стълб с височина около половин метър създавал напрежение, чувствително за човек.
Съобщението за откритието на Волта е изпратено на 20 март 1800 г. в писмо до президента на Лондонското кралско общество Бенкс. Писмото е докладвано на 26 юни същата година и произвежда сензация не само в научния свят. Наполеон кани Волта в Париж, лично присъства на демонстрацията на опита, обсипва го с награди и почести.
Благодарение на тези първи батерии за постоянен ток незабавно са направени две изключителни открития:
- Електролиза. През същата 1800 г. Никълсън и Карлайл разлагат водата на водород и кислород, а Хъмфри Дейви през 1807 г. открива металния калий.
- Електрическа дъга. През 1803 г. физикът Василий Петров създава най-мощният в света волтов стълб,[4] съставен от 4200 медни и цинкови плочи и развиващ напрежение до 1700 V. С помощта на този уред той успява да открие такова важно явление, като електрическата дъга, използвана при електродъговото заваряване; в армията започва да се използва електрозапалване на барута и експлозиви.